# Castello di Dunnottar
Il castello di Dunnottar si trova a circa due chilometri da Stonehaven sulla costa orientale della Scozia, lungo una strada secondaria. È situato su una penisola a picco sul Mare del Nord, collegata alla terraferma soltanto da un piccolo istmo.
Il forte gode di una posizione difensiva straordinaria: si erge infatti su uno sperone di roccia nera a picco sul mare, a circa cinquanta metri d'altezza, dove l'unica via d'accesso dalla terraferma è uno stretto sentiero in pendenza che si snoda lungo la roccia. Superato il varco d'ingresso dell'area, un viottolo sterrato conduce a un punto panoramico sulla circostante Tornyhive Bay. Un camminamento in discesa, reso agevole da gradini, porta al livello della scogliera, dopodiché un breve e ripido sentiero sale all'area monumentale. I vari edifici, alcuni riconoscibili nelle loro originarie funzioni, come il mastio, altri ridotti a ruderi, sono disposti intorno a una corte quadrangolare e lasciano immaginare le ampie dimensioni originarie della roccaforte. In realtà queste costruzioni non hanno mai costituito un unico grande edificio, ma piuttosto una sorta di cittadella fortificata che nei secoli di storia scozzese è stata teatro di molte vicende sanguinose. Le sue origini sono tuttora incerte.

## Storia

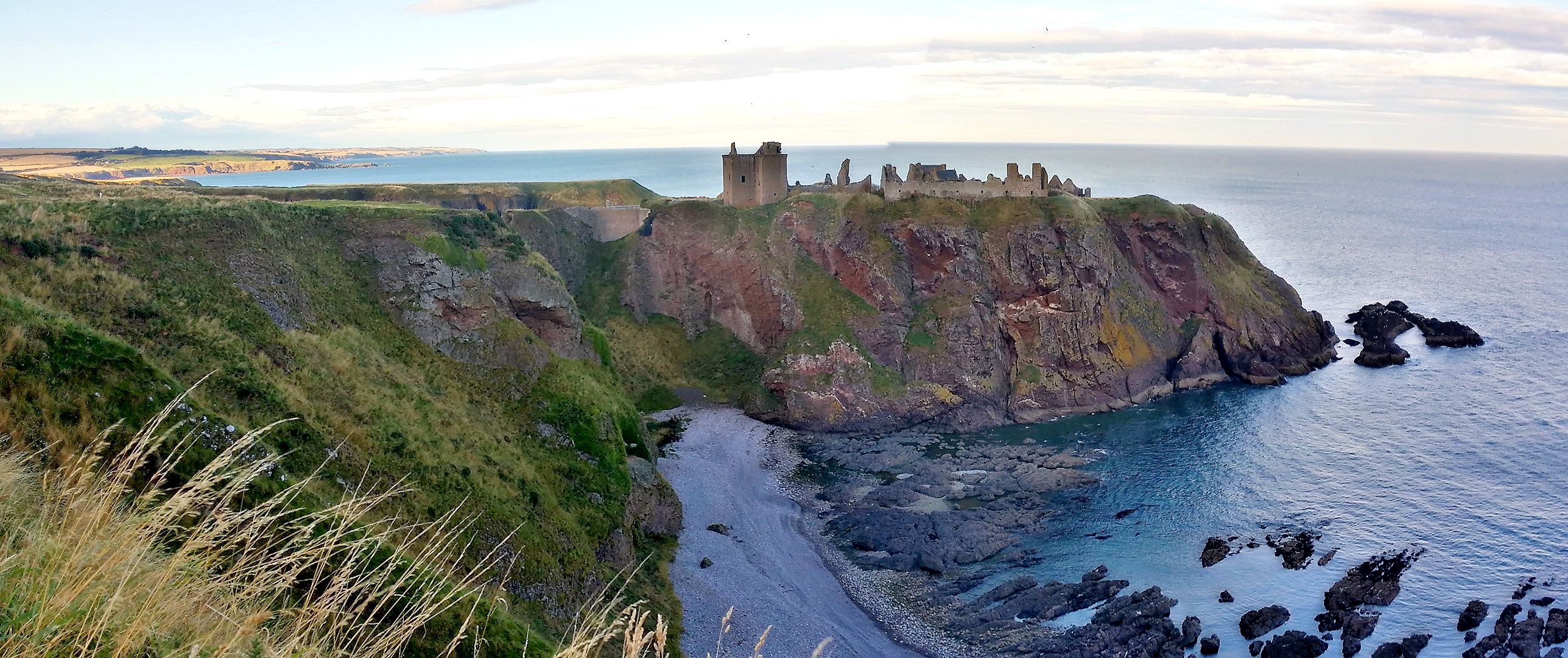
Veduta in lontananza

Le prime menzioni risalgono agli Annali di Ulster, nei quali si parla di un assedio a Duin Foither del 681. Una battaglia avvenuta intorno al 900 tra re Donald II e i vichinghi rompe un lungo periodo di silenzio storico. Grazie a Guglielmo I di Scozia, detto il Leone, che usò il castello come centro amministrativo, a partire dal XII secolo si hanno riferimenti storici frequenti e attendibili.
La struttura originaria in argilla e legno dovrebbe risalire al XII secolo; è probabile però che una roccaforte esistesse già e che fosse stata costruita dai Pitti. A quel periodo, infatti, dovrebbe risalire la cappella costruita dopo la conversione della famiglia al cristianesimo. Nel 1276 la cappella divenne chiesa, anche se ebbe breve durata. Nel 1296 Edoardo I d'Inghilterra conquistò il forte, ma l'anno seguente William Wallace riprese Dunnottar e diede fuoco alla chiesa, all'originario castello in legno e all'esercito inglese che vi si nascondeva.
Nel XIV secolo il castello fu acquisito dalla famiglia Keith. Nel 1392 sir William Keith, consapevole dell'importanza difensiva del sito, decise di erigere un castello sul promontorio sostituendo le fortificazioni in legno con costruzioni in pietra. Una nuova chiesa, più accessibile ai fedeli, venne costruita nei pressi di Stonehaven, mentre quella originaria all'interno del forte si trasformò in cappella privata della nobile famiglia. Tutto intorno sorsero alloggi, stalle, caserme e magazzini. Le strutture più imponenti rimangono tuttora il mastio, o torre a "L", e la sala da ballo, tra le più grandi di tutta la Scozia, lunga ben 35 metri. Dunnottar divenne una delle fortezze più importanti del Regno scozzese, e i Keith, divenuti ora Earl Marischals, dovevano sovrintendere a tutte le cerimonie di corte e custodire i gioielli della corona scozzese, gli Honours of Scotland. Questo periodo storico vide Dunnottar ai massimi splendori, ma due eventi tragici lo resero ancora più famoso nella storia della Scozia.
Nel 1652, infatti, il forte rimase l'unico baluardo contro l'avanzata inglese sotto la guida di Oliver Cromwell, deciso a conquistare il castello che custodiva i gioielli della corona e le carte private di Carlo II, portate via dal castello di Edimburgo. Dunnottar sembrava inespugnabile, ma quando i cannoni inglesi iniziarono a colpire le costruzioni principali, le 70 guardie si arresero. La storia narra che gli uomini di Cromwell rimasero comunque stupefatti per l'assenza di ciò che cercavano: le carte del re erano sparite, saggiamente celate sotto le vesti di una donna del villaggio, mentre i gioielli, con un espediente simile, furono nascosti sotto il pavimento della chiesa di Kinneff.
L'anno più tetro della storia del castello fu il 1685, quando in un sotterraneo con solo una finestrella affacciata sul mare (il whigs vault dungeon) vennero rinchiusi, torturati e uccisi 167 covenantes (122 uomini e 45 donne), fautori dell'autonomia religiosa della Scozia, colpevoli di non aver riconosciuto l'autonomia del re in ambito ecclesiastico. Molti morirono di fame e malattia, altri furono deportati nelle Indie Occidentali, altri ancora uccisi mentre cercavano di fuggire.
Il castello ebbe una fine prevedibile. Nel 1715 il decimo Conte Maresciallo prese parte all'insurrezione giacobita e fu condannato per tradimento, i suoi possedimenti confiscati e il castello smantellato. L'antica fortezza che per oltre 400 anni aveva resistito a ribellioni e assedi venne presa dai soldati della nuova dinastia e ridotta in polvere. Solo nel 1925 i nuovi proprietari, i visconti di Cowdray, avviarono l'opera di restauro. Oggi il forte si presenta quasi tutto in rovina, ma grazie agli scorci offerti da mura, archi, bastioni e sottopassi, resta una delle fortezze più scenografiche di tutta la Scozia.
Nel castello di Dunnottar Franco Zeffirelli ha girato la trasposizione cinematografica dell'Amleto (1990), che vede come protagonisti Mel Gibson e Glenn Close.